# Oregon (Illinois)
Oregon è un comune degli Stati Uniti d'America, situato in Illinois, nella Contea di Ogle, della quale è il capoluogo.